# Chevrolet Camaro (2015)
Der Camaro ist ein zweitüriges Coupé oder Cabriolet der zum US-amerikanischen Automobilhersteller General Motors (GM) gehörenden Automobilmarke Chevrolet. Die erste Generation des Pkw entstand 1966 als Konkurrenz zum Ford Mustang und ist, als typischer Vertreter der seinerzeit Pony Cars genannten Gattung, ein beliebter Sportwagen. Zwischen 2016 und 2023 wurde die Modellgeneration Sechs des Fahrzeugs gebaut. Laut Chevrolet leitet sich der Name „Camaro“ aus dem französischen Wort camarade ab, was sich mit „Kamerad“ oder „Freund“ übersetzen lässt.

## Modellgeschichte
Die sechste Generation des Camaro wurde am 26. Mai 2015 auf Belle Isle in Detroit der Öffentlichkeit präsentiert. Der Verkauf des Coupés begann Ende 2015 in den USA mit den Modellen Camaro LT und SS und drei Motorvarianten zu Preisen ab 25.700 US-Dollar. Eine Cabriolet-Version folgte Anfang 2016. Auf der New York International Auto Show 2016 wurde der ZL1 präsentiert. Dieser kam Mitte 2016  auf den Markt. Zum fünfzigjährigen Jubiläum von Hot Wheels brachte Chevrolet 2018 das Sondermodell Hot Wheels Edition in den Handel.
Im April 2018 wurde für das Modelljahr 2019 ein Faceliftmodell vorgestellt bei dem u. a. der Frontstoßfänger umgestaltet wurde, erstmals zu sehen waren Fahrzeuge damit auf der SEMA Show 2018. Auf derselben Messe wurde auch das Konzeptfahrzeug Chevrolet eCOPO Camaro Concept mit Elektroantrieb vorgestellt.
Als Reaktion auf kritische Meinungen gegenüber dem vorherigen Facelift wurde 2019 für das Modelljahr 2020 erneut die Frontstoßstange des Camaro SS geändert. In Europa stellte Chevrolet den Import zum Modelljahr 2020 ein.
Chevrolet kündigte im März 2023 an, dass der letzte Camaro konventioneller Bauart im Januar 2024 produziert werden soll, dann wird die Modellreihe in der bekannten Form eingestellt. Es gab noch eine auf 350 Exemplare limitierte Sonderedition namens „Collector’s Edition“, welche nur auf dem nordamerikanischen Markt angeboten wurde. Die Produktion endete schlussendlich einen Monat früher als zunächst angekündigt. Chevrolet will den Namen nicht fallen lassen und plant ein gleichnamiges Elektroauto.

## Technik und Produktion
Laut Herstellerangaben handelt es sich um eine komplette Neukonstruktion. Produktionsstandort war die Lansing Grand River Assembly in Lansing.
Der Camaro wurde neu auf der Alpha-Plattform aufgebaut, die er sich mit den Cadillac-Modellen ATS und dem Ende 2013 erneuerten CTS teilt. Er ist etwas kürzer als der Vorgänger und, je nach Modell, über 90 kg leichter. Dabei konnte die strukturelle Steifigkeit gegenüber dem Vorgänger um 28 Prozent erhöht werden.

## Vertrieb in Australien
Gegen Jahresende 2017, im Sommer der Südhalbkugel, bestätigte HSV, den Chevrolet Camaro ab 2018 in Australien zu vertreiben und die vom Werk aus linksgelenkten Fahrzeuge auf Rechtslenkung umzubauen. Nach mehreren Monaten Verzögerung begann Ende September 2018 die Auslieferung der ersten umgerüsteten Fahrzeuge des Modelljahrs 2018 in der Ausstattung Camaro 2SS. Die kaufbare Stückzahl über das 60 Händler umfassende Vertriebsnetz wurde auf 550 begrenzt.
Die Umstellung auf die Variante mit dem Facelift des Modelljahres 2019 begann im März 2019. Ab Mai 2019 war auch das Modell Camaro ZL1 bestellbar, bis Jahresende 2019 sollten 300 Fahrzeuge umgerüstet worden sein.

### Umrüstung durch HSV
Um das Modell, das ursprünglich ausschließlich als Linkslenkerversion für Australien, ein Land mit Linksverkehr und dementsprechender Rechtslenkung des Fahrzeugs, umzurüsten, mussten durch HSV 357 Teile neu konstruiert, entwickelt und gefertigt werden. Der finanzielle Aufwand betrug 10 Millionen australische Dollar. Eine Entscheidung den Chevrolet Camaro eingehend zu untersuchen fiel im April 2016. Nach vier Monaten wurde ein Fahrzeug geliefert, das untersucht und zerlegt werden konnte, um notwendige Umrüstungsmaßnahmen bestimmen zu können. Es wurde auch benötigt, um entscheiden zu können, ob sich der Business-Case für die Firma lohnt. CAD-Daten mit denen der Konstruktionsprozess für die neuen Teile starten konnte, bekam HSV im März 2017.
Der tatsächliche Umrüstungsprozess fand in Clayton, einem Vorort im Südosten von Melbourne, Australien statt.

## Antrieb
Der neue Basismotor des LT ist ein Zweiliter-Reihenvierzylinder-Turbomotor (Motorcode: LTG) mit 202 kW (275 PS) maximaler Leistung und einem maximalen Drehmoment von 400 Nm, der 2013 im Opel Insignia A eingeführt wurde (ECOTEC Gen III). Auch ein 3,6-Liter-V6-Motor war wieder erhältlich. Der V6-Motor (Motorcode: LGX) ist eine Neuentwicklung mit einer maximalen Leistung von 246 kW (334 PS) und einem maximalen Drehmoment von 385 Nm; der Motor hat eine automatische Zylinderabschaltung. Der SS war nur mit dem V8-Motor (Motorcode: LT1) mit 6,2 Litern Hubraum, einer maximalen Leistung von 333 kW (453 PS) und einem maximalen Drehmoment von 617 Nm erhältlich. Jeder dieser Motoren kann mit einem Sechsgang-Schaltgetriebe oder einem Achtstufen-Automatikgetriebe kombiniert werden. In den australischen Modellen beträgt die maximale Leistung des SS 339 kW. In Europa waren nur der 2,0-Liter-Turbomotor (ausschließlich mit Automatikgetriebe) sowie das V8-Modell erhältlich. Der V8-Motor des Camaro ZL1 mit dem Motorcode LT4 ist eine Ausbaustufe des V8-Motors mit dem Motorcode LT1, seine maximale Leistung beträgt 485 kW (659 PS) und sein maximales Drehmoment 881 Nm ist bereits aus der Corvette Z06 bekannt. Beim in Australien erhältlichen Camaro ZL1 beträgt die maximale Leistung 477 kW, da sie nach ECE-Regelungen anstatt nach US-amerikanischer SAE-Normen gemessen wurde.

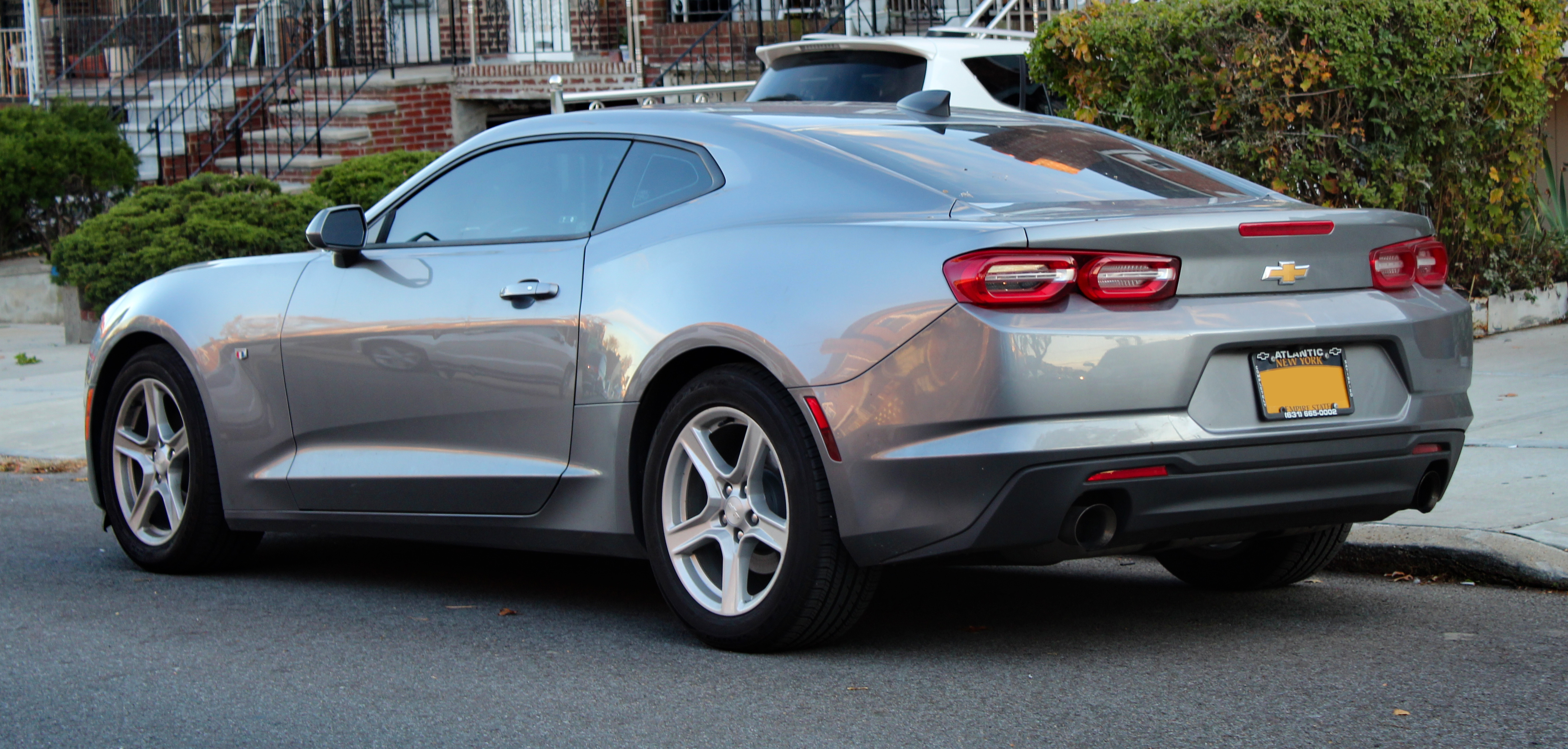
Heckansicht
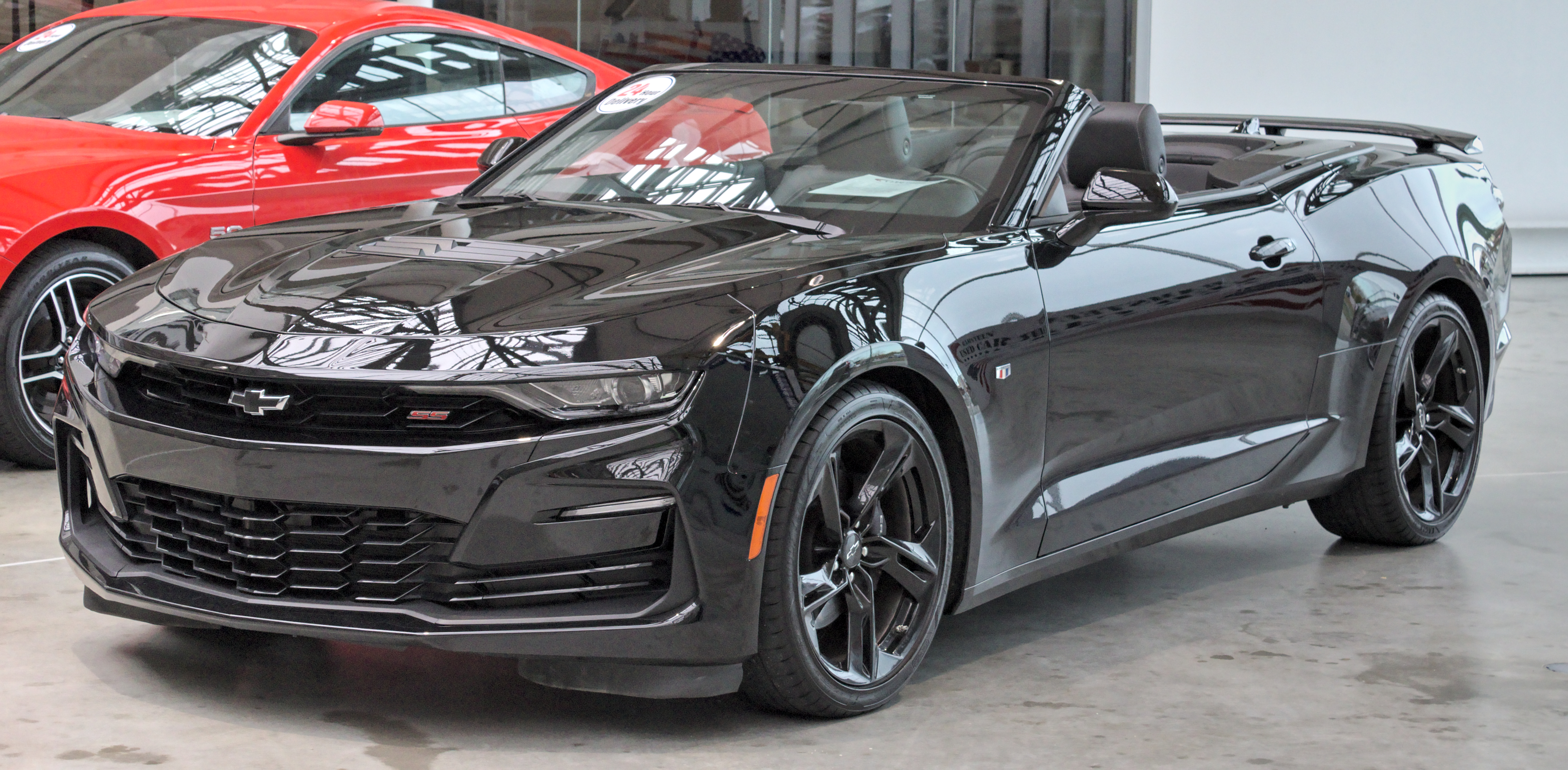
Chevrolet Camaro Convertible (2016–2023)
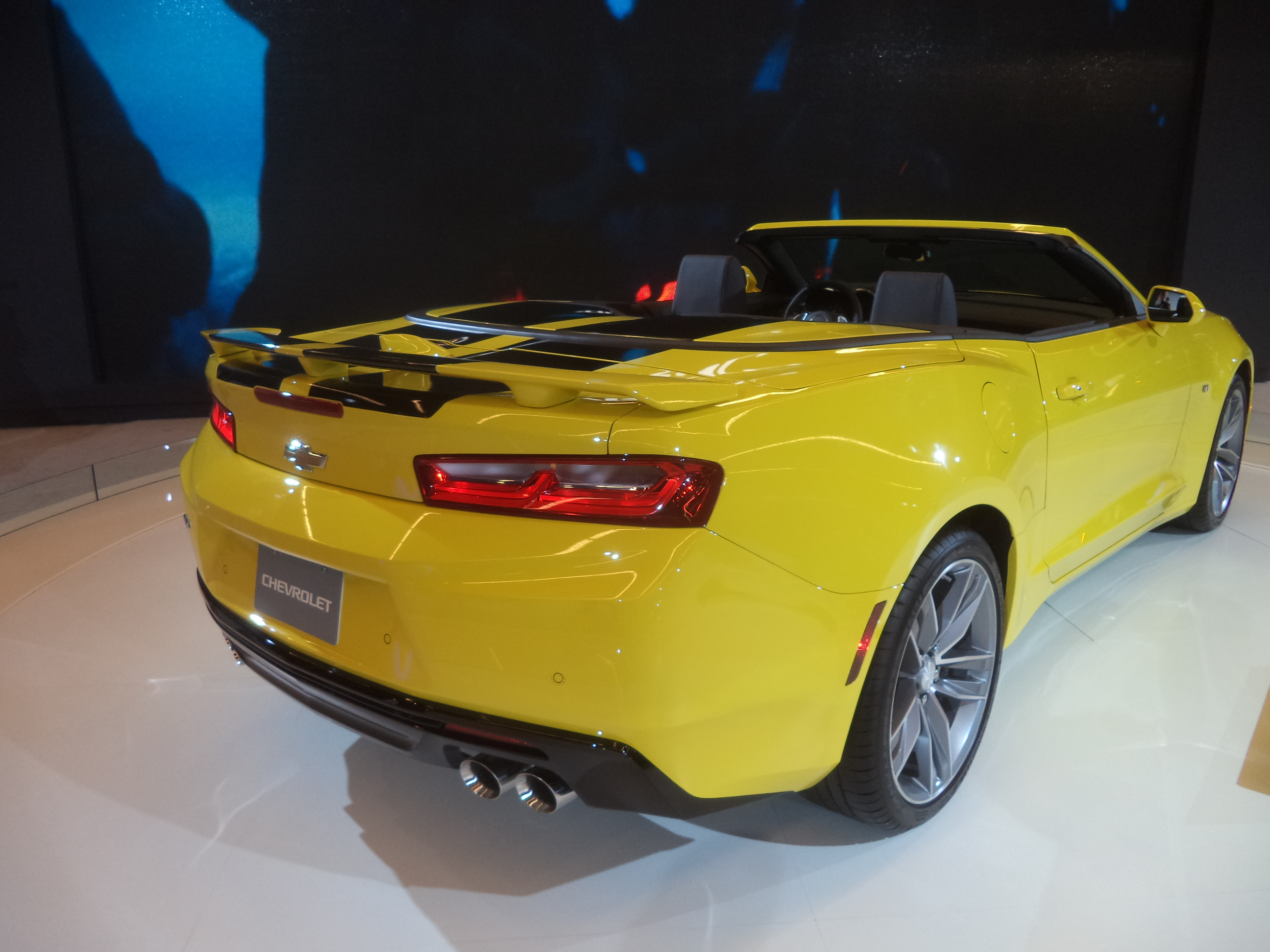
Heckansicht
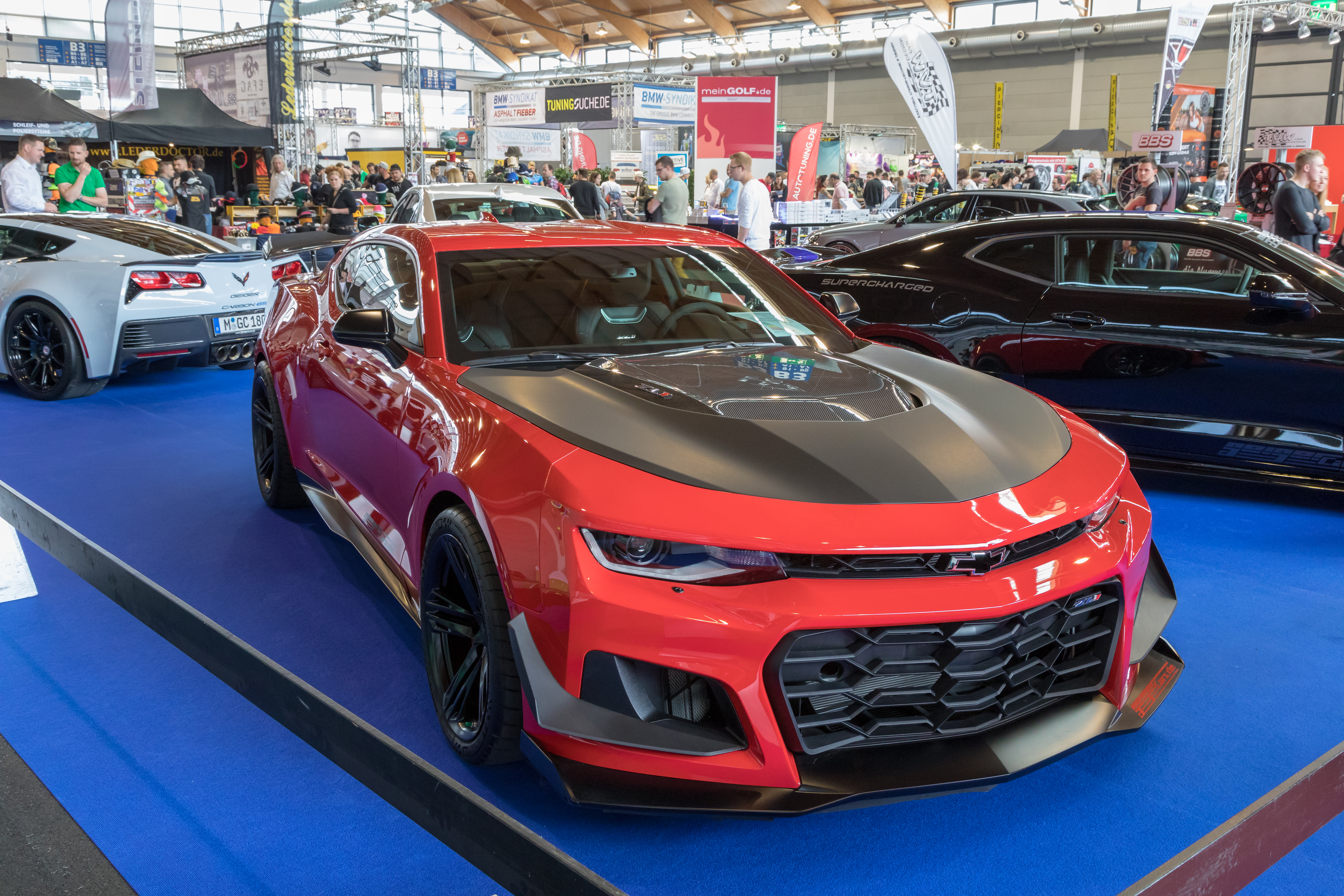
Camaro ZL1 1LE

## Sicherheit
Das Fahrzeug erhielt beim 2016 durchgeführten US-NCAP-Crashtest fünf von fünf Sternen, das Fahrzeug im Modelljahr 2016 vom IIHS im „Moderate overlap front“-Versuch die Wertung „Good“.
Im Zuge der Umkonstruktion auf die Rechtslenkervarianten für Australien wurden im Juni 2018 bzw. dem darauffolgenden Juli vier Fahrzeuge geprüft ob die ADRs (Australian Design Rules) eingehalten werden. Freiwillige Tests, ob die strengeren ANCAP-Kriterien erfüllt werden, wurden nicht durchgeführt.

## Technische Daten
| Modell                                      | 2.0 Turbo                | 3.6                      | 6.2 V8 SS                | ZL1                       |
| ------------------------------------------- | ------------------------ | ------------------------ | ------------------------ | ------------------------- |
| Bauzeitraum                                 | 2016–2023                | 2016–2023                | 2016–2023                | 2016–2023                 |
| Motorenbezeichnung                          | LTG (1)                  | LGX                      | LT1                      | LT4                       |
| Motorart                                    | Ottomotor                | Ottomotor                | Ottomotor                | Ottomotor                 |
| Motorbauart                                 | R4                       | V6                       | V8                       | V8                        |
| Hubraum in cm³                              | 1998                     | 3564                     | 6162                     | 6162                      |
| max. Leistung in kW (PS) bei 1/min          | 202 (275) / 5500         | 246 (335) / 6800         | 333 (453) / 5700         | 485 (2) (659) / 6400      |
| max. Drehmoment in Nm bei 1/min             | 400 / 3000               | 385 / 5300               | 617 / 4600               | 881 / 3600                |
| Antriebsart                                 | Hinterradantrieb         | Hinterradantrieb         | Hinterradantrieb         | Hinterradantrieb          |
| Getriebe, serienmäßig                       | 8-Gang-Automatikgetriebe | 6-Gang-Schaltgetriebe    | 6-Gang-Schaltgetriebe    | 6-Gang-Schaltgetriebe     |
| Getriebe, optional                          | –                        | 8-Gang-Automatikgetriebe | 8-Gang-Automatikgetriebe | 10-Gang-Automatikgetriebe |
| Höchstgeschwindigkeit in km/h               |                          |                          |                          |                           |
| Coupé                                       | 240                      | 250                      | 290                      | 318                       |
| Cabriolet                                   | 240                      | 250                      | 250                      | 318                       |
| Beschleunigung, 0–100 km/h in s             |                          |                          |                          |                           |
| Coupé                                       | 5,9                      | 5,2 (5,1)                | 4,6 (4,4)                | 3,6                       |
| Cabriolet                                   | 6,1                      | 5,2 (5,1)                | 4,8 (4,6)                | 3,6                       |
| Leergewicht in kg                           |                          |                          |                          |                           |
| Coupé                                       | 1539                     | 1571                     | 1659                     | 1763                      |
| Cabriolet                                   | 1659                     | 1689                     | 1769                     | 1863                      |
| Kraftstoffverbrauch, kombiniert in l/100 km |                          |                          |                          |                           |
| Coupé                                       | 8,0 Super                | 11,4 Super               | 12,8 (11,1) Super        | 12,0 Super                |
| Cabriolet                                   | 8,1 Super                | 11,4 Super               | 12,5 (11,5) Super        | 12,0 Super                |
| CO2-Emission in g/km                        |                          |                          |                          |                           |
| Coupé                                       | 181                      | 260                      | 292 (252)                | 279                       |
| Cabriolet                                   | 184                      | 260                      | 285 (260)                | 279                       |

- Werte in ( ) Klammern gelten für Fahrzeuge mit optionalem Getriebe